# Heriades longispinis
Heriades longispinis är en biart som beskrevs av Cockerell 1944. Heriades longispinis ingår i släktet väggbin, och familjen buksamlarbin. Inga underarter finns listade i Catalogue of Life.